# Reinhold Würth
Reinhold Würth (n. 20 de abril de 1935 en Öhringen, Alemania) es un empresario, coleccionista y mecenas alemán.

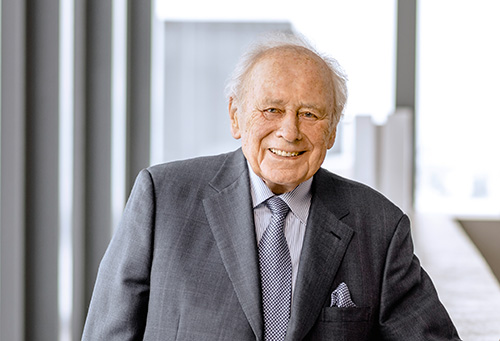
Reinhold Würth

## Biografía
Primogénito de Adolf y Alma Würth, tuvo un hermano menor, Klaus-Frieder.
Su infancia y sus años escolares se desarrollaron en una época marcada por las circunstancias políticas y la guerra.
Inició su formación comercial y administrativa en la empresa paterna, de la que se tendría que hacer cargo a los 19 años, tras la prematura muerte, a los 45 años, de su padre.
Con 61 años de trayectoria profesional, ha convertido una empresa de dos empleados, en un consorcio familiar presente en los cinco continentes. Tras dejar la gerencia activa de la empresa, asume la presidencia del Consejo Asesor del Grupo Würth. En 1998 es galardonado con el título Doctor Honoris Causa en Ciencias Políticas por la Universidad de Eberhard Karls de Tubinga. Un año más tarde se convierte en profesor de la Universidad de Karlsruhe donde dirige hasta el trimestre del verano de 2003 el Instituto Empresarial Interfacultativo. En 2006 cede la presidencia del Consejo Asesor a su hija Bettina Würth, pero mantiene la presidencia de la Fundación del Grupo Würth.

## El coleccionista
Su interés por el arte, incluyendo la música y la literatura, le viene desde muy pequeño, ya que sus padres le obligaron a aprender a tocar el violín. Pero lo que realmente despertó su gusto por el arte fue la visita al Palacio de Schönbrun, en 1941.Tras su primera compra, en 1972, en la Galería Ketterer de Campione d’Italia "Wolkenspiegelung in der Marsch" (Reflejo de las nubes en las marismas) de Emil Nolde, una obra realizada alrededor de 1935, comenzó su trayectoria como coleccionista y mecenas. En un principio compraba todo lo que le gustaba, pero siempre ha tenido claro que no quería imitar el estilo de coleccionismo de los museos públicos, sin riesgos. Pese a esto se ha dejado aconsejar, teniendo cerca a galeristas y asesores como Dense René, Annely y David Juda, Thaddaeus Ropac y Christoph Graf Douglas.
A la acuarela de 1935 le han seguido un sinfín de obras hasta llegar a las aproximadamente 12.500 que constituyen en la actualidad su colección. Una colección que se centra en la escultura, pintura y el arte gráfico del siglo XX hasta la actualidad, con artistas tan relevantes como Edvard Munch, Max Beckman, Emil Nolde, René Magritte o Pablo Picasso, acompañados de estrellas contemporáneas de la “British Sculpture” (Anthony Caro, Tony Cragg, Richard Deacon, Anish Kapoor o Antony Gormley. Amplían la colección una serie de obras que reflejan la Abstracción geométrica del París de los 50, monográficas de artistas como Christo y Jeanne-Claude, Anselm Kieffer, Marx Erns o David Hockney; así como el mayor conjunto de arte contemporáneo austriaco fuera de sus fronteras.
Pero sin olvidar a los viejos clásicos, ya que su colección se completa con obras de finales de la Edad Media y principios de la Edad Moderna del sur de Alemania o joyas del arte de entre los siglos XVII y XIX. Joya capital de esta sección es la Virgen del burgomaestre Meyer de Hans Holbein el Joven. Por último, cabe mencionar la colección internacional de belenes.

## Donde ver la colección
Pero su colección no se queda solamente para el disfrute de él mismo o sus allegados. Con su afán por acercar el arte al público, ha ido creando, asociadas a las sedes de sus empresas, varios museos en Europa (Bélgica, Dinamarca, Francia, Italia, Países Bajos, Noruega, Austria y Suiza) donde, de manera gratuita (subvencionada por la propia empresa) pueden admirarse las obras que forman su extensa colección.
La primera vez que se mostraron al público fue en la sala de la Asociación de Arte de Heilbronn, con la exposición titulada "Pintura - Artes Gráficas - Escultura" en 1989. Ese mismo año se empezó la construcción del nuevo edificio administrativo A con un museo integrado en Gaisbach, que no sería inaugurado hasta las navidades de 1991. Su éxito se ve consagrado con 50.000 visitantes durante el primer año.
La última apertura tiene lugar en el centro logístico de la zona norte de la empresa en España. El Museo Würth La Rioja sitúa en el mapa a una pequeña localidad riojana, Agoncillo, y al mismo tiempo enriquece la variedad cultural de dicha Comunidad. Inaugurado en 2007, el Museo Würth La Rioja abre sus puertas a la Colección Würth España, con casi un centenar de obras en la actualidad.